# Brenda Rojas
Brenda Eliana Rojas (San Pedro, 15 de octubre de 1995) es una deportista argentina que compite en piragüismo en la modalidad de aguas tranquilas.
Ganó cinco medallas en los Juegos Panamericanos entre los años 2015 y 2023. Participó en tres Juegos Olímpicos de Verano entre los años 2016 y 2024, su mejor actuación fue un 13.º puesto logrado en Río de Janeiro 2016 en la prueba de K4 500 m.

## Palmarés internacional
| Juegos Panamericanos | Juegos Panamericanos | Juegos Panamericanos | Juegos Panamericanos |
| Año                  | Lugar                | Medalla              | Competición          |
| -------------------- | -------------------- | -------------------- | -------------------- |
| 2015                 | Toronto (Canadá)     | Medalla de bronce    | K4 500 m             |
| 2019                 | Lima (Perú)          | Medalla de plata     | K2 500 m             |
| 2019                 | Lima (Perú)          | Medalla de bronce    | K4 500 m             |
| 2023                 | Santiago (Chile)     | Medalla de plata     | K1 500 m             |
| 2023                 | Santiago (Chile)     | Medalla de plata     | K2 500 m             |